# Torneo de las Américas 1984
Das Torneo de las Américas 1984 (englisch The 1984 Tournament of the Americas) ist die zweite Auflage der Basketball-Amerikameisterschaft und fand vom 15. bis 24. Mai 1984 im brasilianischen São Paulo statt. Bei dem Turnier ging es um die Qualifikation für das Basketballturnier bei den Olympischen Spielen 1984. Im Nachhinein wurde das Turnier in die Reihenfolge der Amerikameisterschaften aufgenommen und zählte als Kontinentalmeisterschaft für nationale Auswahlmannschaften der Herren des Kontinentalverbands FIBA Amerika. Von den am Ende neun teilnehmenden Mannschaften qualifizierten sich die drei Medaillengewinner direkt für die Olympischen Spiele. Die US-amerikanische Nationalmannschaft war als Gastgeber der Olympischen Spiele 1984 in Los Angeles bereits automatisch für das olympische Turnier gesetzt und nahm nicht teil.

## Teilnehmer
Es erfolgte eine regionale Qualifikation nach den Subzonen des Kontinentalverbands. Neben den beiden Nationalmannschaften der nordamerikanischen Subzone und Gastgeber Brasilien waren die vier erstplatzierten Mannschaften der zentral- und südamerikanischen Meisterschaften qualifiziert. Die Vereinigten Staaten als olympischer Gastgeber und Venezuela nahmen nicht teil, stattdessen erhielt die Dominikanische Republik einen Startplatz.

### Nordamerika
- Kanada

### Zentralamerika & Karibik
- Panama (Sieger Centrobasket 1981)
- Puerto Rico (Finalist Centrobasket 1981)
- Kuba (Bronzemedaille Centrobasket 1981)
- Mexiko (Vierter Centrobasket 1981)
- Dominikanische Republik

### Südamerika
- Brasilien (Gastgeber & Sieger Campeonato Sudamericano 1983)
- Argentinien (Silbermedaille Campeonato Sudamericano 1983)
- Uruguay (Bronzemedaille Campeonato Sudamericano 1983)

## Modus
Das Turnier wurde als Rundenturnier ausgetragen. Die drei zuvorderst platzierten Mannschaften waren die Medaillengewinner des Turniers und qualifiziert für die Olympischen Spiele 1984. Bei gleicher Anzahl von Siegen zählte der direkte Vergleich für die Rangfolge auf den Plätzen.

## Finalrunde
| Nation                     | Sp | S | N | P+  | P-  |         | Brasilien 1968 | Uruguay | Kanada  | Panama | Mexiko  | Puerto Rico | Argentinien | Kuba    | Dominikanische Republik |
| -------------------------- | -- | - | - | --- | --- | ------- | -------------- | ------- | ------- | ------ | ------- | ----------- | ----------- | ------- | ----------------------- |
| 1. Brasilien               | 8  | 8 | 0 | 778 | 710 |         | 93:76          | 99:93   | 95:92   | 90:80  | 109:107 | 107:95      | 92:89       | 93:78   |                         |
| 2. Uruguay                 | 8  | 6 | 2 | 749 | 766 | 76:93   |                | 91:89   | 71:110  | 109:95 | 92:84   | 105:101     | 95:88       | 110:106 |                         |
| 3. Kanada                  | 8  | 6 | 2 | 759 | 646 | 93:99   | 89:91          |         | 107:79  | 101:72 | 89:75   | 85:73       | 85:75       | 110:82  |                         |
| 4. Panama                  | 8  | 5 | 3 | 776 | 741 | 92:95   | 110:71         | 79:107  |         | 95:87  | 115:103 | 88:77       | 82:103      | 115:98  |                         |
| 5. Mexiko                  | 8  | 3 | 5 | 724 | 780 | 80:90   | 95:109         | 72:101  | 87:95   |        | 93:87   | 98:113      | 103:90      | 96:95   |                         |
| 6. Puerto Rico             | 8  | 3 | 5 | 753 | 774 | 107:109 | 84:92          | 75:89   | 103:115 | 87:93  |         | 93:92       | 97:86       | 107:98  |                         |
| 7. Argentinien             | 8  | 2 | 6 | 740 | 769 | 95:107  | 101:105        | 73:85   | 77:88   | 113:98 | 92:93   |             | 106:105     | 83:88   |                         |
| 8. Kuba                    | 8  | 2 | 6 | 736 | 752 | 89:92   | 88:95          | 75:85   | 103:82  | 90:103 | 86:97   | 105:106     |             | 100:92  |                         |
| 9. Dominikanische Republik | 8  | 1 | 7 | 737 | 814 | 78:93   | 106:110        | 82:110  | 98:115  | 95:96  | 98:107  | 88:83       | 92:100      |         |                         |